# Cottonwood, Arizona
Cottonwood är en stad (city) i Yavapai County, i delstaten Arizona, USA. Enligt United States Census Bureau har staden en folkmängd på 11 311 invånare (2011) och en landarea på 42,5 km².